# Bothropolys tricholophus
Bothropolys tricholophus är en mångfotingart som beskrevs av Carl Graf Attems 1938. Bothropolys tricholophus ingår i släktet Bothropolys och familjen stenkrypare.
Artens utbredningsområde är Vietnam. Inga underarter finns listade i Catalogue of Life.